# Pembabrillenvogel
Der Pembabrillenvogel (Zosterops vaughani) ist eine Vogelart aus der Familie der Brillenvögel. Er ist endemisch auf der ostafrikanischen Insel Pemba nahe Sansibar. Das Artepitheton ehrt John Henry Vaughan, einen britischen Ornithologen und Generalstaatsanwalt auf der Insel Sansibar.

## Merkmale
Der Pembabrillenvogel erreicht eine Größe von 10 bis 10,5 Zentimetern. Er hat einen markanten Zügelstrich und einen sehr schmalen unscheinbaren weißen Augenring. Die leuchtend gelbe Färbung der Stirn zieht sich bis über die Zügel und die Augen und geht am Scheitel in eine grünliche Tönung über. Die Oberseite ist gelblich-grün. Die Handschwingen sind schwärzlich-braun mit schmalen gelblichen Rändern; die Innenfahnen sind grünlich getönt. Die Schirmfedern sind braun mit grünlich-gelben Rändern. Die Alula ist schwärzlich-braun. Die Handdecken sind braun mit einer grünlichen Tönung. Die Schwanzfedern sind überwiegend schwarzbraun, nur das mittlere Steuerfederpaar ist gelblich-grün. Die Außenfahnen haben zur Basis hin schmale grünliche Ränder. Die Unterseite des Rumpfes ist gelb; die Flanken sind grünlich-oliv verwaschen. Die Achselfedern sind hellgelb. Die Unterflügeldecken sind weißlich mit einer gelblichen Tönung. 
Die Iris ist dunkelbraun bis schwärzlich. Der Schnabel ist schwarz mit einer glaugrauen Basis am Unterschnabel. Die Beine sind schwärzlich oder schiefergrau. Die Geschlechter sehen gleich aus. Die immaturen Vögel ähneln den Erwachsenen. 
Der Gesang ist ein schrilles und liebliches „se-weet-sureeteet-trwerila-eeta-eet“ oder „weet-su-weeet-see-sur-seeiwee-see“.

## Lebensraum
Der Pembabrillenvogel bewohnt bewaldete Regionen, Mangrovenwälder, Buschland, Dickicht auf Korallengestein, Unterholz und Hecken im Grasland, Gewürznelkenplantagen und Gärten.

## Nahrung
Die Nahrung des Pembabrillenvogels besteht hauptsächlich aus Früchten und Beeren von Taxa wie Margaritaria discoidea und Antidesma venosum, aus dem Fruchtsaft der Schwarzen Maulbeere, aus den Blütenknospen der Paprika, aus Samen der Ostindischen Pfeilwurz sowie aus Insekten. Der Pemba-Brillenvogel geht in Paaren oder in Gruppen von mehr als 20 Individuen auf Nahrungssuche.

## Fortpflanzung
Die Brutzeit ist zwischen August und März, aber hauptsächlich von Oktober bis Dezember. Der Pemba-Brillenvogel nistet in einem kleinen offenen napfenförmigen Nest, das aus feinem Gras oder Palmenfasern errichtet wird. Das Nest befindet gewöhnlich ein bis drei Meter über dem Boden in Zweigen von Büschen oder kleinen Bäumen. Das Gelege besteht aus zwei hellblauen Eiern. Angaben zur Brutdauer und zur Nestlingszeit liegen bisher nicht vor.

## Bestand und Gefährdung
Der Pembabrillenvogel gehört zu den häufigsten Vogelarten auf Pemba. Er ist nicht gefährdet.